# Wesergebirge
Wesergebirge er et område af småbjerge ved floden Weser i de tyske delstater Nordrhein-Westfalen og Niedersachsen.
De højeste  toppe ligger 326 meter over havet. Området består hovedsageligt af kalksandsten og er dækket af skov.  De er de nordligste udløbere af de tyske  Mittelgebirge, og  går i nord langsomt over i det nordtyske sletteland, men  har på sydsiden bratte afslutninger. Wesergebirge omfatter naturbeskyttelsesområderne Naturpark TERRA.vita mod vest og Naturpark Weserbergland Schaumburg-Hameln mod øst. Større byer i bjergregionen eller ved grænsen er Porta Westfalica, Minden og Bückeburg. Seværdigheder er for eksempel borgen Schaumburg, Arensburgs Slot og minemuseet i  Kleinenbremen.
52°13′N 9°5′Ø / 52.217°N 9.083°Ø